# Nijlen
Nijlen là một đô thị ở tỉnh Antwerp. Đô thị này gồm các thị trấn Bevel, Kessel and Nijlen proper. Tại thời điểm ngày 1 tháng 1 năm 2006, Nijlen có dân số 20,864. Tổng diện tích là 39.09 km² với mật độ dân số là 534 người trên mỗi km².

## Cư dân nổi bật
- Libera Carlier
- Jozef Van Hove